# مسجد جامع قهی
مسجدجامع قهی مربوط به اوایل دوره قاجار است و در شهرستان اصفهان، بخش جلگه، بافت روستای تاریخی قهی واقع شده و این اثر در تاریخ ۲۴ اسفند ۱۳۸۳ با شمارهٔ ثبت ۱۱۵۵۲ به‌عنوان یکی از آثار ملی ایران به ثبت رسیده است.